# НХЛ у сезоні 1965—1966
НХЛ у сезоні 1965/1966 — 49-й регулярний чемпіонат НХЛ. Сезон стартував 23 жовтня 1965. Закінчився фінальним матчем Кубка Стенлі 5 травня 1966 між Монреаль Канадієнс та Детройт Ред-Вінгс перемогою «Канадієнс» 3:2 в матчі та 4:2 в серії. Це чотирнадцята перемога в Кубку Стенлі Монреаля.

## Огляд
З нового сезону додався новий трофей: Трофей Лестера Патріка — його володарем став тренер Джек Адамс.
У лютому було оголошено про умови розширення НХЛ в сезоні 1967/68, шість нових клубів поповнять лави НХЛ: «Філадельфія Флайєрс», «Сент-Луїс Блюз», «Міннесота Норз-Старс», «Лос-Анджелес Кінгс», «Окленд Сілс» та «Піттсбург Пінгвінс» утворивши новий дивізіон Західний.

## Регулярний чемпіонат
Серед помітних гравців, що дебютувати цього сезону були: Едді Джакомін («Нью-Йорк Рейнджерс»), Білл Голдсворті («Бостон Брюїнс»), Кен Годж («Чикаго Блек Гокс») та Майк Волтон («Торонто Мейпл-Ліфс»). У той же час, завершив кар'єру Тед Ліндсей.
Горді Хоу забив свій 600-ий гол в НХЛ — 27 листопада «Детройт» програв 2:3 «Монреалю». Френк Маховлич закинув свою 250-у шайбу, а Джонні Буцик та Клод Прово 200-ті.
В лютому від серцевого нападу помер власник «Чикаго Блек Гокс»  — Джеймс Е. Норріс.

## Матч усіх зірок НХЛ
19-й матч усіх зірок НХЛ пройшов 20 жовтня 1965 року в Монреалі: Монреаль Канадієнс — Усі Зірки 2:5 (0:0, 2:3, 0:2).

## Підсумкова турнірна таблиця
| # | Команда            | І  | В  | П  | Н  | ШЗ  | ШП  | Очки |
| - | ------------------ | -- | -- | -- | -- | --- | --- | ---- |
| 1 | Монреаль Канадієнс | 70 | 41 | 8  | 21 | 239 | 173 | 90   |
| 2 | Чикаго Блек Гокс   | 70 | 37 | 8  | 25 | 240 | 187 | 82   |
| 3 | Торонто Мейпл-Ліфс | 70 | 34 | 11 | 25 | 208 | 187 | 79   |
| 4 | Детройт Ред-Вінгс  | 70 | 31 | 12 | 27 | 221 | 194 | 74   |
| 5 | Бостон Брюїнс      | 70 | 21 | 6  | 43 | 174 | 275 | 48   |
| 6 | Нью-Йорк Рейнджерс | 70 | 18 | 11 | 41 | 195 | 261 | 47   |

## Найкращі бомбардири
| Гравець     | Команда            | І  | Г  | П  | О  | ШХ |
| ----------- | ------------------ | -- | -- | -- | -- | -- |
| Боббі Галл  | Чикаго Блек Гокс   | 65 | 54 | 43 | 97 | 70 |
| Стен Микита | Чикаго Блек Гокс   | 68 | 30 | 48 | 78 | 58 |
| Боббі Руссо | Монреаль Канадієнс | 70 | 30 | 48 | 78 | 20 |
| Жан Беліво  | Монреаль Канадієнс | 67 | 29 | 48 | 77 | 50 |
| Горді Хоу   | Детройт Ред-Вінгс  | 70 | 29 | 46 | 75 | 83 |

## Плей-оф

### Півфінали
| - 7 квітня. Чикаго - Детройт 2:1 - 10 квітня. Чикаго - Детройт 0:7 - 12 квітня. Детройт - Чикаго 1:2 - 14 квітня. Детройт - Чикаго 5:1 - 17 квітня. Чикаго - Детройт 3:5 - 19 квітня. Детройт - Чикаго 3:2 Серія: Чикаго - Детройт 2-4 | - 7 квітня. Монреаль - Торонто 4:3 - 9 квітня. Монреаль - Торонто 2:0 - 12 квітня. Торонто - Монреаль 2:5 - 14 квітня. Торонто - Монреаль 1:4 Серія: Монреаль - Торонто 4-0 |

### Фінал
- 24 квітня. Монреаль - Детройт 2:3
- 26 квітня. Монреаль - Детройт 2:5
- 28 квітня. Детройт - Монреаль 2:4
- 1 травня. Детройт - Монреаль 1:2
- 3 травня. Монреаль - Детройт 5:1
- 5 травня. Детройт - Монреаль 2:3 ОТ

Серія: Монреаль - Детройт 4-2

## Призи та нагороди сезону
| Нагороди                 | Гравець                | Команда            |
| ------------------------ | ---------------------- | ------------------ |
| Пам'ятний трофей Колдера | Брит Селбі             | Торонто Мейпл-Ліфс |
| Трофей Арта Росса        | Боббі Галл             | Чикаго Блек Гокс   |
| Пам'ятний трофей Гарта   | Боббі Галл             | Чикаго Блек Гокс   |
| Трофей Конна Смайта      | Роже Кроз'є            | Детройт Ред-Вінгс  |
| Приз Джеймса Норріса     | Жак Лапер'єр           | Монреаль Канадієнс |
| Приз Леді Бінг           | Алекс Дельвеккіо       | Детройт Ред-Вінгс  |
| Трофей Везини            | Чарлі Годж Гамп Ворслі | Монреаль Канадієнс |
| Трофей Лестера Патріка   | Джек Адамс             | Джек Адамс         |

| Нагорода               | Клуб               |
| ---------------------- | ------------------ |
| Приз принца Уельського | Монреаль Канадієнс |
| Кубок Стенлі           | Монреаль Канадієнс |

## Команда всіх зірок
| Перша команда                    | Позиція              | Друга команда                      |
| -------------------------------- | -------------------- | ---------------------------------- |
| Глен Голл, Чикаго Блек Гокс      | Воротар              | Гамп Ворслі, Монреаль Канадієнс    |
| Жак Лапер'єр, Монреаль Канадієнс | Захисник             | Аллан Стенлі, Торонто Мейпл-Ліфс   |
| П'єр Пільот, Чикаго Блек Гокс    | Захисник             | Пет Степлтон, Чикаго Блек Гокс     |
| Стен Микита, Чикаго Блек Гокс    | Центральний нападник | Жан Беліво, Монреаль Канадієнс     |
| Горді Хоу, Детройт Ред-Вінгс     | Правий нападник      | Боббі Руссо, Монреаль Канадієнс    |
| Боббі Галл, Чикаго Блек Гокс     | Лівий нападник       | Френк Маховлич, Торонто Мейпл-Ліфс |